# 孫魯育
孫 魯育（そん ろいく）は、三国時代の呉の公主。字は小虎。通称を朱公主という。また、小公主とも呼ばれる。父は孫権。生母は歩皇后。同母姉は孫魯班。異母弟に孫和・孫休・孫亮など多数。夫は朱拠、後に劉纂。娘は景皇后（孫休の皇后）。

## 略歴
黄龍元年（229年）秋、35歳の左将軍朱拠に嫁いだことから朱公主と呼ばれた。
赤烏5年（242年）、孫和が太子となった時、姉の孫魯班の廃嫡計画に反対した。なお、朱拠も孫和を支えていたため、姉とは対立関係になっていた。
赤烏13年（250年）朱拠が死去し、早世した異母姉の夫でもある劉纂と結婚した。五鳳元年（254年）、孫英・孫儀らが相次いで孫峻の暗殺計画を立てるがいずれも失敗した。五鳳2年（255年）、姉が孫峻に対し「孫魯育も暗殺計画に加担していたようです」と誣告すると、孫峻は彼女を殺害したあと、その遺骸を石子岡（せきしこう、建業南郊の丘陵地帯）において乱雑に埋めさせた。
死後は呉の歴代の皇帝から重要視された。太平年間、孫亮が魯育の死の真相を知り、姉の死を止められなかった孫峻の側近2人である朱熊・朱損（朱公主の継子とも）を責め、丁奉に命じて処刑した。後に娘婿の孫休が帝位に就くと、孫魯育を殺したことで孫峻の墓も暴かれ、棺が削られた。元興元年（264年）、即位した孫晧によって改葬された。
小説『三国志演義』には登場しない。

## 逸話
『捜神記』によると、孫晧が帝位に即くと、朱公主を改葬しようと考えた。しかし、石子岡にある墓はみなよく似ていて、どれが朱公主のものなのかわからなかった。宮女の中に、朱公主が亡くなったときの衣服をいくらか覚えていた者がいたので、孫晧は2人の巫女に命じ、それぞれ別の場所から朱公主の霊の様子をうかがわせた。その際には別の者に命じ、2人の巫女が互いに接触しないよう監視させた。しばらくして、2人の巫女は
「ひとりの女の幽霊が見えました。30歳過ぎぐらいで、上には青錦の衣と束頭、紫と白の袷と裳を着けられ、赤い厚織りの絹の履物を履いておられます。その女性は石子岡を半ばまで登ったところで、手で膝を押さえて大きなため息をつかれました。そこにしばらく留まられたあと、ひとつの塚のほとりで立ち止まられ、そのあたりをうろうろされているうちに、ふと姿が見えなくなりました。」
と言った。
2人の言うことがまったく同じだったため、その塚を開いてみたところ、中から巫女が言った衣服を着けた朱公主の遺骸が出てきた。